# Daniel Orsanic
Daniel Orsanic (Buenos Aires, 11 giugno 1968) è un allenatore di tennis ed ex tennista argentino.

## Carriera
Ottenne il suo best ranking in singolare il 15 novembre 1993 con la 107ª posizione mentre nel doppio divenne l'11 maggio 1998, il 24º del ranking ATP.
Specialista nel doppio, nel corso della sua carriera ha conquistato la vittoria finale in otto tornei del circuito, oltre a raggiungere la finale in altre sette occasioni. Tutti i suoi successi sono avvenuti sulla terra rossa e con il brasiliano Jaime Oncins ha raggiunto i suoi migliori risultati: la vittoria nella Mercedes Cup nel 1999 e le finali nella BMW Open e nell'Internationaler Raiffeisen Grand Prix nel 2001. I suoi successi in singolare si limitano a soli due tornei challenger.
Ha fatto parte della squadra argentina di Coppa Davis nel 1999 in una sola occasione contro l'Ecuador; in quell'unica occasione in coppia con Lucas Arnold Ker fu sconfitto da Andrés Gómez e da Nicolás Lapentti in tre set.

## Statistiche

### Singolare

#### Vittorie (0)
| Legenda tornei minori |
| Challenger (2)        |
| Futures (0)           |

| Numero | Data           | Torneo                        | Superficie  | Avversario in finale    | Punteggio     |
| 1.     | 21 agosto 1989 | Goiânia Challenger, Goiânia   | Terra rossa | Juan Antonio Pino Pérez | 6-1, 3-6, 6-3 |
| 2.     | 3 maggio 1993  | Ljubljana Challenger, Lubiana | Terra rossa | Andrej Čerkasov         | 4-6, 6-2, 7-5 |

### Doppio

#### Vittorie (8)
| Legenda                                                      |
| Grande Slam (0)                                              |
| ATP Tour World Championships / Tennis Masters Cup (0)        |
| ATP Super 9 / Tennis Masters Series (0)                      |
| ATP Championships Series / ATP International Series Gold (1) |
| ATP World Series / ATP International Series (7)              |

| Numero | Data              | Torneo                                             | Superficie  | Compagno         | Avversari in finale                | Punteggio           |
| 1.     | 9 agosto 1993     | Internazionali di Tennis di San Marino, San Marino | Terra rossa | Olli Rahnasto    | Juan Garat Roberto Saad            | 6-4, 1-6, 6-3       |
| 2.     | 25 luglio 1994    | Dutch Open, Hilversum                              | Terra rossa | Jan Siemerink    | David Adams Andrej Ol'chovskij     | 6-4, 6-2            |
| 3.     | 20 ottobre 1997   | Abierto Mexicano Telcel, Città del Messico         | Terra rossa | Nicolás Lapentti | Luis Herrera Mariano Sánchez       | 4-6, 6-3, 7-6       |
| 4.     | 27 luglio 1998    | Austrian Open, Kitzbühel                           | Terra rossa | Tom Kempers      | Joshua Eagle Andrew Kratzmann      | 4-6, 6-4, 6-4       |
| 5.     | 28 settembre 1998 | Majorca Open, Maiorca                              | Terra rossa | Pablo Albano     | Jiří Novák David Rikl              | 7-6, 6-3            |
| 6.     | 26 aprile 1999    | BMW Open, Monaco di Baviera                        | Terra rossa | Mariano Puerta   | Massimo Bertolini Cristian Brandi  | 7–6(3), 6-3, 7–6(3) |
| 7.     | 19 luglio 1999    | Mercedes Cup, Stoccarda                            | Terra rossa | Jaime Oncins     | Aleksandar Kitinov Jack Waite      | 6-2, 6-1            |
| 8.     | 24 settembre 2001 | Campionati Internazionali di Sicilia, Palermo      | Terra rossa | Tomás Carbonell  | Enzo Artoni Emilio Benfele Álvarez | 6-2, 2-6, 6-2       |

| Legenda tornei minori |
| Challenger (10)       |
| Futures (0)           |

| Numero | Data              | Torneo                                      | Superficie  | Compagno         | Avversari in finale             | Punteggio     |
| 1.     | 25 marzo 1991     | San Luis Potosí Challenger, San Luis Potosí | Terra rossa | Mauricio Hadad   | Scott Patridge Kenny Thorne     | 6-4, 3-6, 6-3 |
| 2.     | 6 luglio 1992     | Neu Ulm Challenger, Nuova Ulma              | Terra rossa | Gustavo Luza     | Bruce Derlin Steve Guy          | 6-3, 6-2      |
| 3.     | 15 agosto 1994    | IPP Trophy, Ginevra                         | Terra rossa | Luis Lobo        | Brett Dickinson Glenn Wilson    | 1-6, 7-6, 6-4 |
| 4.     | 17 febbraio 1997  | Punta del Este Challenger, Punta del Este   | Terra rossa | Martín Rodríguez | Nelson Aerts Fernando Meligeni  | 6-2, 6-4      |
| 5.     | 5 maggio 1997     | Ljubljana Challenger, Lubiana               | Terra rossa | Lucas Arnold Ker | David Škoch Fernon Wibier       | 6-0, 6-4      |
| 6.     | 15 settembre 1997 | Pekao Open, Stettino                        | Terra rossa | Tom Kempers      | Cristian Brandi Filippo Messori | 6-3, 7-5      |
| 7.     | 10 novembre 1997  | Rio Grande Challenger, Río Grande           | Terra rossa | Lucas Arnold Ker | Mariano Hood Sebastián Prieto   | 7-5, 3-6, 6-3 |
| 8.     | 24 novembre 1997  | ATP Buenos Aires, Buenos Aires              | Terra rossa | Diego del Río    | Pablo Albano Luis Lobo          | 6-4, 4-6, 6-1 |
| 9.     | 11 ottobre 1999   | Aberto de São Paulo, San Paolo              | Terra rossa | Jaime Oncins     | Mariano Hood Sebastián Prieto   | 6-2, 6-2      |
| 10.    | 15 ottobre 2001   | Brasilia Challenger, Brasilia               | Terra rossa | Luis Lobo        | Daniel Melo Alexandre Simoni    | Walkover      |

#### Sconfitte in finale (7)
| Numero | Data              | Torneo                                              | Superficie  | Compagno           | Avversari in finale               | Punteggio        |
| 1.     | 22 settembre 1997 | Romanian Open, Bucarest                             | Terra rossa | Hendrik Jan Davids | Luis Lobo Javier Sánchez          | 5-7, 5-7         |
| 2.     | 29 settembre 1997 | Campionati Internazionali di Sicilia, Palermo       | Terra rossa | Hendrik Jan Davids | Mark Kratzmann Libor Pimek        | 6-3, 3-6, 6-7    |
| 3.     | 6 luglio 1998     | Swiss Open Gstaad, Gstaad                           | Terra rossa | Cyril Suk          | Gustavo Kuerten Fernando Meligeni | 4-6, 5-7         |
| 4.     | 9 ottobre 1998    | Campionati Internazionali di Sicilia, Palermo       | Terra rossa | Pablo Albano       | Francisco Montana Donald Johnson  | 4-6, 6-7         |
| 5.     | 26 ottobre 1998   | Abierto Mexicano Telcel, Città del Messico          | Terra rossa | David Roditi       | Jiří Novák David Rikl             | 4-6, 2-6         |
| 6.     | 30 aprile 2001    | BMW Open, Monaco di Baviera                         | Terra rossa | Jaime Oncins       | Petr Luxa Radek Štěpánek          | 7-5, 2-6, 6(5)–7 |
| 7.     | 21 maggio 2001    | Internationaler Raiffeisen Grand Prix, Sankt Pölten | Terra rossa | Jaime Oncins       | Petr Pála David Rikl              | 3-6, 7-5, 5-7    |